# Elecciones legislativas de Ecuador de 2009
Las elecciones legislativas de Ecuador de 2009 se llevaron a cabo el domingo 26 de abril de 2009 para constituir el Primer periodo legislativo de la Asamblea Nacional del Ecuador y para elegir a los 5 representantes del Parlamento Andino. Fueron convocadas a elecciones todas las dignidades, desde presidente hasta alcaldes, incluyendo también a los asambleístas nacionales, según lo previsto en el Régimen de Transición de la nueva constitución la cual fue aprobada en el referéndum constitucional del 28 de septiembre de 2008.

## Escaños
Se escogieron 124 asambleístas repartidos de la siguiente manera:
15 Asambleístas nacionales
103 Asambleístas provinciales
| Provincia | escaños | Provincia   | escaños | Provincia                      | escaños |
| --------- | ------- | ----------- | ------- | ------------------------------ | ------- |
| Azuay     | 5       | Bolívar     | 3       | Cañar                          | 3       |
| Carchi    | 3       | Chimborazo  | 4       | Cotopaxi                       | 4       |
| El Oro    | 4       | Esmeraldas  | 4       | Galápagos                      | 2       |
| Guayas    | 17      | Imbabura    | 3       | Loja                           | 4       |
| Los Ríos  | 5       | Manabí      | 8       | Morona Santiago                | 2       |
| Napo      | 2       | Orellana    | 2       | Pastaza                        | 2       |
| Pichincha | 12      | Santa Elena | 3       | Santo Domingo de los Tsáchilas | 3       |
| Sucumbíos | 2       | Tungurahua  | 4       | Zamora Chinchipe               | 2       |

6 Asambleístas de los migrantes
| Circunscripción por el exterior   | Escaños |
| --------------------------------- | ------- |
| Europa, Oceanía y Asia            | 2       |
| Canadá y Estados Unidos           | 2       |
| Latinoamérica, El Caribe y África | 2       |

## Resultados
| Partido / Movimiento      | Partido / Movimiento                         | Partido / Movimiento | Votos      | %      | Asambleístas | Asambleístas | Asambleístas | Asambleístas | +/-   |
| Partido / Movimiento      | Partido / Movimiento                         | Partido / Movimiento | Votos      | %      | Nac.         | Prov.        | Ext.         | Total        | +/-   |
| ------------------------- | -------------------------------------------- | --- | ---------- | ------ | ------------ | ------------ | ------------ | ------------ | ----- |
| 35                        |                                              | Movimiento Alianza PAIS (PAIS) | 2.521.213  | 43,18  | 7            | 47           | 5            | 59           | Nuevo |
| 3                         |                                              | Partido Sociedad Patriótica 21 de Enero (PSP) | 888.672    | 15,22  | 3            | 16           | 0            | 19           | 5     |
| 6                         |                                              | Partido Social Cristiano (PSC) | 777.734    | 13,32  | 2            | 9            | 0            | 11           | 2     |
| 7                         |                                              | Partido Renovador Institucional Acción Nacional (PRIAN) | 352.082    | 6,03   | 1            | 5            | 1            | 7            | 19    |
| 10                        |                                              | Partido Roldosista Ecuatoriano (PRE) | 260.996    | 4,47   | 1            | 2            | 0            | 3            | 3     |
| 15                        |                                              | Movimiento Popular Democrático (MPD) | 252.238    | 4,32   | 1            | 4            | 0            | 5            | 2     |
| 29                        |                                              | Red Ética y Democracia (RED) | 122.615    | 2,10   | N/A          | N/A          | N/A          | N/A          | Nuevo |
| 51                        |                                              | Concertación Nacional Democrática (CND) | 122.031    | 2,09   | 0            | 1            | 0            | 1            | Nuevo |
| 24                        |                                              | Movimiento Municipalista por la Integridad Nacional (MMIN) | 113.273    | 1,94   | 0            | 5            | 0            | 5            | Nuevo |
| 12                        |                                              | Izquierda Democrática (ID) | 101.012    | 1,73   | 0            | 2            | 0            | 2            | 10    |
| 18                        |                                              | Movimiento de Unidad Plurinacional Pachakutik (MUPP-NP) | 86.414     | 1,48   | 0            | 4            | 0            | 4            | 3     |
| 5                         |                                              | Unión Demócrata Cristiana (UDC) | 66.652     | 1,14   | N/A          | N/A          | N/A          | N/A          | 5     |
| 17                        |                                              | Partido Socialista-Frente Amplio (PS-FA) | -          | -      | 0            | 1            | 0            | 1            | 1     |
|                           | Logo del Movimiento Político Ecuatoriano ARE | Movimientos Provinciales y Otros Partidos - Obras son Amores (Bolívar) - Movimiento Social Conservador (Carchi) - Amauta Yuyay (Chimborazo) - Movimiento Autonómico Regional (El Oro) - Conciencia Ciudadana (Loja) - Acción Regional Por La Equidad (Loja) - Unidos por Pastaza (Pastaza) | 173.914    | 2,98   | N/A          | 7            | N/A          | 7            | 4     |
| Votos válidos             | Votos válidos                                | Votos válidos | 5.838.845  | 73,21  |              |              |              |              |       |
| Votos en blanco           | Votos en blanco                              | Votos en blanco | 1.373.416  | 17,22  |              |              |              |              |       |
| Votos nulos               | Votos nulos                                  | Votos nulos | 762.872    | 9,57   |              |              |              |              |       |
| Total                     | Total                                        | Total | 7.975.133  | 100,00 | 15           | 103          | 6            | 124          | 24    |
| Registrados/Participación | Registrados/Participación                    | Registrados/Participación | 10.529.765 | 75,74  |              |              |              |              |       |

### Escaños obtenidos por provincia y diputados a nivel nacional
| Provincias                        |    |    |    |   |   |   |   |   |   |   |   | Prov | Total |
| --------------------------------- | -- | -- | -- | - | - | - | - | - | - | - | - | ---- | ----- |
| Nacional                          | 7  | 3  | 2  | 1 | 1 | 1 |   |   |   |   |   |      | 15    |
| Azuay                             | 3  | 1  |    |   |   |   |   |   |   |   | 1 |      | 5     |
| Bolívar                           | 1  | 1  |    |   |   |   |   |   |   |   |   | 1    | 3     |
| Cañar                             | 1  | 1  |    |   |   | 1 |   |   |   |   |   |      | 3     |
| Carchi                            | 1  |    |    |   |   |   |   |   | 1 |   |   | 1    | 3     |
| Chimborazo                        | 2  | 1  |    |   |   |   |   |   |   |   |   | 1    | 4     |
| Cotopaxi                          | 1  | 1  |    |   |   | 1 |   |   |   | 1 |   |      | 4     |
| El Oro                            | 2  |    | 1  |   |   |   |   |   |   |   |   | 1    | 4     |
| Esmeraldas                        | 2  |    |    | 1 |   | 1 |   |   |   |   |   |      | 4     |
| Galápagos                         | 1  |    |    |   |   |   |   | 1 |   |   |   |      | 2     |
| Guayas                            | 7  | 1  | 7  | 1 | 1 |   |   |   |   |   |   |      | 17    |
| Imbabura                          | 2  |    |    |   |   | 1 |   |   |   |   |   |      | 3     |
| Loja                              | 2  |    |    |   |   |   |   |   |   |   |   | 2    | 4     |
| Los Ríos                          | 3  | 2  |    |   |   |   |   |   |   |   |   |      | 5     |
| Manabí                            | 3  | 1  | 1  | 1 | 1 |   |   | 1 |   |   |   |      | 8     |
| Morona Santiago                   | 1  |    |    |   |   |   |   |   |   | 1 |   |      | 2     |
| Napo                              |    | 1  |    |   |   |   |   | 1 |   |   |   |      | 2     |
| Orellana                          |    | 1  |    |   |   |   |   |   |   | 1 |   |      | 2     |
| Pastaza                           |    | 1  |    |   |   |   |   |   |   |   |   | 1    | 2     |
| Pichincha                         | 7  | 1  |    | 1 |   |   | 1 | 1 | 1 |   |   |      | 12    |
| Santo Domingo de los Tsáchilas    | 2  | 1  |    |   |   |   |   |   |   |   |   |      | 3     |
| Santa Elena                       | 2  |    |    |   |   |   |   | 1 |   |   |   |      | 3     |
| Sucumbíos                         | 1  | 1  |    |   |   |   |   |   |   |   |   |      | 2     |
| Tungurahua                        | 2  | 1  |    | 1 |   |   |   |   |   |   |   |      | 4     |
| Zamora Chinchipe                  | 1  |    |    |   |   |   |   |   |   | 1 |   |      | 2     |
| Europa, Oceanía y Asia            | 1  |    |    | 1 |   |   |   |   |   |   |   |      | 2     |
| Canadá y Estados Unidos           | 2  |    |    |   |   |   |   |   |   |   |   |      | 2     |
| Latinoamérica, El Caribe y África | 2  |    |    |   |   |   |   |   |   |   |   |      | 2     |
| Total                             | 59 | 19 | 11 | 7 | 3 | 5 | 1 | 5 | 2 | 4 | 1 | 7    | 124   |

## Nómina de asambleístas electos

### Asambleístas nacionales
| Partido                                         | Asambleísta                 | Asambleísta              | Asambleísta |
| ----------------------------------------------- | --------------------------- | ------------------------ | ----------- |
| Alianza PAIS                                    |                             | Fernando Cordero Cueva   |             |
| Alianza PAIS                                    | Fernando Bustamante Ponce   |                          |             |
| Alianza PAIS                                    | Mercedes Diminich Sousa     |                          |             |
| Alianza PAIS                                    | Pedro de la Cruz            |                          |             |
| Alianza PAIS                                    | Marllely Vásconez Arteaga   |                          |             |
| Alianza PAIS                                    | Irina Cabezas Rodríguez     |                          |             |
| Alianza PAIS                                    | Silvia Salgado Andrade      |                          |             |
| Partido Sociedad Patriótica                     |                             | Gilmar Gutiérrez Borbúa  |             |
| Partido Sociedad Patriótica                     | Julio Logroño Vivar         |                          |             |
| Partido Sociedad Patriótica                     | Sylvia Kon Cedeño           |                          |             |
| Partido Social Cristiano                        |                             | Nicolás Lapentti Carrión |             |
| Partido Social Cristiano                        | Scheznarda Fernández Doumet |                          |             |
| Partido Renovador Institucional Acción Nacional |                             | Vicente Taiano Álvarez   |             |
| Partido Roldosista Ecuatoriano                  |                             | Abdalá Bucaram Pulley    |             |
| Movimiento Popular Democrático                  |                             | Jorge Escala Zambrano    |             |

### Asambleístas provinciales

#### Azuay
| Partido | Asambleísta                   | Asambleísta                     | Asambleísta |
| --- | ----------------------------- | ------------------------------- | ----------- |
| Alianza PAIS Movimiento Encuentro Democrático                                                                    |                               | Rosana Alvarado Carrión (PAIS)  |             |
| Alianza PAIS Movimiento Encuentro Democrático                                                                    | Mariángel Muñoz Vicuña (PAIS) |                                 |             |
| Alianza PAIS Movimiento Encuentro Democrático                                                                    | Jaime Abril Abril (PAIS)      |                                 |             |
| Partido Sociedad Patriótica                                                                                      |                               | Fernando Aguirre Cordero        |             |
| Izquierda Democrática Partido Socialista Frente Amplio Movimiento Igualdad Movimiento de Profesionales del Azuay |                               | Eduardo Encalada Zamora (PS-FA) |             |

#### Bolívar
| Partido                     | Asambleísta | Asambleísta             | Asambleísta |
| --------------------------- | ----------- | ----------------------- | ----------- |
| Partido Sociedad Patriótica |             | Kléver García Gallegos  |             |
| Movimiento Obras Son Amores |             | Gerardo Morán Arceniega |             |
| Alianza PAIS                |             | Holger Chávez Canales   |             |

#### Cañar
| Partido                                                                                          | Asambleísta | Asambleísta               | Asambleísta |
| ------------------------------------------------------------------------------------------------ | ----------- | ------------------------- | ----------- |
| Alianza PAIS                                                                                     |             | Raúl Abad Vélez           |             |
| Movimiento Popular Democrático Movimiento Unidad Por el Cambio Concertación Nacional Democrática |             | María Molina Crespo (MPD) |             |
| Partido Sociedad Patriótica                                                                      |             | Fernando Romo Carpio      |             |

#### Carchi
| Partido                                  | Asambleísta | Asambleísta              | Asambleísta |
| ---------------------------------------- | ----------- | ------------------------ | ----------- |
| Alianza PAIS                             |             | Carlos Velasco Enríquez  |             |
| Movimiento Social Conservador del Carchi |             | Edwin Vaca Ortega        |             |
| Izquierda Democrática                    |             | Leandro Cadena Villareal |             |

#### Chimborazo
| Partido                               | Asambleísta             | Asambleísta          | Asambleísta |
| ------------------------------------- | ----------------------- | -------------------- | ----------- |
| Alianza PAIS                          |                         | Mauro Andino Reinoso |             |
| Alianza PAIS                          | Gerónimo Yantalema Caín |                      |             |
| Partido Sociedad Patriótica           |                         | Paco Fierro Oviedo   |             |
| Movimiento Independiente Amauta Yuyai |                         | Marco Murillo Ilbay  |             |

#### Cotopaxi
| Partido                        | Asambleista | Asambleista              | Asambleista |
| ------------------------------ | ----------- | ------------------------ | ----------- |
| Pachakutik                     |             | Lourdes Tibán Guala      |             |
| Alianza PAIS                   |             | Fernando Cáceres Cortez  |             |
| Movimiento Popular Democrático |             | Francisco Ulloa Enríquez |             |
| Partido Sociedad Patriótica    |             | Patricio Quevedo Quiroz  |             |

#### El Oro
| Partido                        | Asambleísta              | Asambleísta            | Asambleísta |
| ------------------------------ | ------------------------ | ---------------------- | ----------- |
| Alianza PAIS                   |                          | Carlos Zambrano Landín |             |
| Alianza PAIS                   | Víctor Quirola Fernández |                        |             |
| Partido Social Cristiano       |                          | Jorge Fadul Franco     |             |
| Movimiento Autonómico Regional |                          | Rocío Valarezo Ordóñez |             |

#### Esmeraldas
| Partido                                         | Asambleísta        | Asambleísta          | Asambleísta |
| ----------------------------------------------- | ------------------ | -------------------- | ----------- |
| Alianza PAIS                                    |                    | Gabriel Rivera López |             |
| Alianza PAIS                                    | César Gracia Gamez |                      |             |
| Movimiento Popular Democrático                  |                    | Linder Altafuya Loor |             |
| Partido Renovador Institucional Acción Nacional |                    | Lenin Chica Arteaga  |             |

#### Galápagos
| Partido                                                                           | Asambleísta | Asambleísta                | Asambleísta |
| --------------------------------------------------------------------------------- | ----------- | -------------------------- | ----------- |
| Alianza PAIS                                                                      |             | Ángel Vilema Freire        |             |
| Movimiento Municipalista por la Integridad Nacional Movimiento Galápagos Autónomo |             | Alfredo Ortiz Cobos (MMIN) |             |

#### Guayas
| Partido                                                       | Asambleísta                        | Asambleísta                  | Asambleísta |
| ------------------------------------------------------------- | ---------------------------------- | ---------------------------- | ----------- |
| Partido Social Cristiano Movimiento Cívico Madera de Guerrero |                                    | Cynthia Viteri Jiménez (PSC) |             |
| Partido Social Cristiano Movimiento Cívico Madera de Guerrero | María Cristina Kronfle Gómez (PSC) |                              |             |
| Partido Social Cristiano Movimiento Cívico Madera de Guerrero | Andrés Roche Pesántez (PSC)        |                              |             |
| Partido Social Cristiano Movimiento Cívico Madera de Guerrero | Enrique Herrería Bonnet (PSC)      |                              |             |
| Partido Social Cristiano Movimiento Cívico Madera de Guerrero | Susana González Rosado (PSC)       |                              |             |
| Partido Social Cristiano Movimiento Cívico Madera de Guerrero | Juan Fernández Escobar (PSC)       |                              |             |
| Partido Social Cristiano Movimiento Cívico Madera de Guerrero | Consuelo Flores Carrera (PSC)      |                              |             |
| Alianza PAIS                                                  |                                    | Rolando Panchana Farra       |             |
| Alianza PAIS                                                  | Aminta Buenaño Rugel               |                              |             |
| Alianza PAIS                                                  | Gastón Gagliardo Loor              |                              |             |
| Alianza PAIS                                                  | Gina Godoy Andrade                 |                              |             |
| Alianza PAIS                                                  | Juan Carlos Cassinelli Cali        |                              |             |
| Alianza PAIS                                                  | María Alejandra Vicuña Muñoz       |                              |             |
| Alianza PAIS                                                  | Viviana Bonilla Salcedo            |                              |             |
| Partido Renovador Institucional Acción Nacional               |                                    | Luis Noboa Ycaza             |             |
| Partido Sociedad Patriótica                                   |                                    | Luis Almeida Morán           |             |
| Partido Roldosista Ecuatoriano                                |                                    | Gabriela Pazmiño Pino        |             |

#### Imbabura
| Partido                        | Asambleísta              | Asambleísta                  | Asambleísta |
| ------------------------------ | ------------------------ | ---------------------------- | ----------- |
| Alianza PAIS                   |                          | Marisol Peñafiel Montesdeoca |             |
| Alianza PAIS                   | Celso Maldonado Arboleda |                              |             |
| Movimiento Popular Democrático |                          | Ramiro Terán Acosta          |             |

#### Loja
| Partido                                                        | Asambleísta     | Asambleísta               | Asambleísta |
| -------------------------------------------------------------- | --------------- | ------------------------- | ----------- |
| Alianza PAIS                                                   |                 | José Picoita Quezada      |             |
| Alianza PAIS                                                   | Mao Moreno Lara |                           |             |
| Conciencia Ciudadana                                           |                 | Rafael Dávila Egüez       |             |
| Acción Regional por la Equidad Alianza Popular Latinoamericana |                 | Nívea Vélez Palacio (ARE) |             |

#### Los Ríos
| Partido                     | Asambleísta                 | Asambleísta     | Asambleísta |
| --------------------------- | --------------------------- | --------------- | ----------- |
| Alianza PAIS                |                             | Omar Juez Juez  |             |
| Alianza PAIS                | Pamela Falconí Loqui        |                 |             |
| Alianza PAIS                | Humberto Alvarado Prado     |                 |             |
| Partido Sociedad Patriótica |                             | Galo Lara Yépez |             |
| Partido Sociedad Patriótica | Mercedes Villacrés Barahona |                 |             |

#### Manabí
| Partido                                                                        | Asambleísta                | Asambleísta                          | Asambleísta |
| ------------------------------------------------------------------------------ | -------------------------- | ------------------------------------ | ----------- |
| Alianza PAIS                                                                   |                            | Yandri Brunner Ardila                |             |
| Alianza PAIS                                                                   | Lídice Larrea Viteri       |                                      |             |
| Alianza PAIS                                                                   | María Soledad Vela Cheroni |                                      |             |
| Partido Sociedad Patriótica                                                    |                            | Richard Guillem Zambrano             |             |
| Movimiento Municipalista por la Integración Nacional Movimiento Manabí Primero |                            | Ramón Vicente Cedeño Barberán (MMIN) |             |
| Partido Social Cristiano                                                       |                            | Leonardo Viteri Velasco              |             |
| Partido Roldosista Ecuatoriano                                                 |                            | Saruka Rodríguez Félix               |             |
| Partido Renovador Institucional Acción Nacional                                |                            | Tito Nilton Mendoza Guillén          |             |

#### Morona Santiago
| Partido      | Asambleista | Asambleista              | Asambleista |
| ------------ | ----------- | ------------------------ | ----------- |
| Pachakutik   |             | Diana Atamaint Wamputsar |             |
| Alianza PAIS |             | Vethowen Chica Arévalo   |             |

#### Napo
| Partido | Asambleísta | Asambleísta              | Asambleísta |
| --- | ----------- | ------------------------ | ----------- |
| Partido Sociedad Patriótica                                                                                          |             | Guillermina Cruz Ramírez |             |
| Izquierda Democrática Movimiento Popular Democrático Movimiento Municipalista por la Integridad Nacional Fuerza Napo |             | Galo Vaca Jácome (MMIN)  |             |

#### Orellana
| Partido                     | Asambleista | Asambleista               | Asambleista |
| --------------------------- | ----------- | ------------------------- | ----------- |
| Pachakutik                  |             | Magali Orellana Marquínez |             |
| Partido Sociedad Patriótica |             | Tomás Zevallos Vera       |             |

#### Pastaza
| Partido                                     | Asambleísta | Asambleísta             | Asambleísta |
| ------------------------------------------- | ----------- | ----------------------- | ----------- |
| Partido Sociedad Patriótica                 |             | Francisco Cisneros Ruiz |             |
| Movimiento Independiente Unidos por Pastaza |             | Henry Cuji Coello       |             |

#### Pichincha
| Partido                                                             | Asambleísta                 | Asambleísta                  | Asambleísta |
| ------------------------------------------------------------------- | --------------------------- | ---------------------------- | ----------- |
| Alianza PAIS                                                        |                             | María Paula Romo Rodríguez   |             |
| Alianza PAIS                                                        | César Patricio Rodríguez    |                              |             |
| Alianza PAIS                                                        | Paco Velasco Andrade        |                              |             |
| Alianza PAIS                                                        | María Augusta Calle Andrade |                              |             |
| Alianza PAIS                                                        | Virgilio Hernández Enríquez |                              |             |
| Alianza PAIS                                                        | Paola Pabón Caranqui        |                              |             |
| Alianza PAIS                                                        | Betty Amores Flores         |                              |             |
| Partido Sociedad Patriótica                                         |                             | Fausto Cobo Montalvo         |             |
| Movimiento Municipalista por la Integridad Nacional Movimiento VIVE |                             | Paco Moncayo Gallegos (MMIN) |             |
| Concertación Nacional Democrática                                   |                             | César Montúfar Mancheno      |             |
| Izquierda Democrática                                               |                             | Andrés Páez Benalcázar       |             |
| Partido Renovador Institucional Acción Nacional                     |                             | Wladimir Vargas Anda         |             |

#### Santo Domingo de los Tsáchilas
| Partido                     | Asambleísta               | Asambleísta            | Asambleísta |
| --------------------------- | ------------------------- | ---------------------- | ----------- |
| Alianza PAIS                |                           | Mary Verduga Cedeño    |             |
| Alianza PAIS                | Carlos Samaniego Escudero |                        |             |
| Partido Sociedad Patriótica |                           | Fernando Vélez Cabezas |             |

#### Santa Elena
| Partido                                             | Asambleísta              | Asambleísta              | Asambleísta |
| --------------------------------------------------- | ------------------------ | ------------------------ | ----------- |
| Alianza PAIS                                        |                          | Xavier Tomalá Montenegro |             |
| Alianza PAIS                                        | Vanessa Fajardo Mosquera |                          |             |
| Movimiento Municipalista por la Integridad Nacional |                          | Jimmy Pinoargote Parra   |             |

#### Sucumbíos
| Partido                                 | Asambleísta | Asambleísta              | Asambleísta |
| --------------------------------------- | ----------- | ------------------------ | ----------- |
| Alianza PAIS                            |             | Armando Aguilar          |             |
| Partido Sociedad Patriótica Mushuk Inti |             | Guido Vargas Ocaña (PSP) |             |

#### Tungurahua
| Partido                                                             | Asambleísta                    | Asambleísta                      | Asambleísta |
| ------------------------------------------------------------------- | ------------------------------ | -------------------------------- | ----------- |
| Alianza PAIS Izquierda Democrática Partido Socialista Frente Amplio |                                | Fernando González Mayorga (PAIS) |             |
| Alianza PAIS Izquierda Democrática Partido Socialista Frente Amplio | Betty Carrillo Gallegos (PAIS) |                                  |             |
| Partido Sociedad Patriótica                                         |                                | Juan Carlos López Velasco        |             |
| Partido Renovador Institucional Acción Nacional                     |                                | Luis Morales Solís               |             |

#### Zamora Chinchipe
| Partido                                   | Asambleísta | Asambleísta                   | Asambleísta |
| ----------------------------------------- | ----------- | ----------------------------- | ----------- |
| Alianza PAIS                              |             | Zobeida Gudiño Mena           |             |
| Pachakutik Movimiento Popular Democrático |             | Cléver Jiménez Cabrera (MUPP) |             |

### Asambleístas del exterior[1]

#### América Latina, el Caribe, y África
| Partido                                                                          | Asambleísta | Asambleísta                     | Asambleísta |
| -------------------------------------------------------------------------------- | ----------- | ------------------------------- | ----------- |
| Alianza PAIS                                                                     |             | Eduardo Zambrano Cabanilla      |             |
| Partido Renovador Institucional Acción Nacional Movimiento Hermandad Ecuatoriana |             | Fernando Flores Vásquez (PRIAN) |             |

#### Estados Unidos y Canadá
| Partido      | Asambleísta                 | Asambleísta           | Asambleísta |
| ------------ | --------------------------- | --------------------- | ----------- |
| Alianza PAIS |                             | Linda Machuca Moscoso |             |
| Alianza PAIS | Francisco Waiking Hagó Celi |                       |             |

#### Europa, Asia, y Oceanía
| Partido      | Asambleísta           | Asambleísta          | Asambleísta |
| ------------ | --------------------- | -------------------- | ----------- |
| Alianza PAIS |                       | Dora Aguirre Hidalgo |             |
| Alianza PAIS | Washington Cruz Plaza |                      |             |

Fuente: 

## Asambleístas que dejaron sus curules
| Asambleísta             | Partido | Motivo                                          | Reemplazo                    | Partido | Ref.        |
| ----------------------- | ------- | ----------------------------------------------- | ---------------------------- | ------- | ----------- |
| Julio Logroño Vivar     | PSP     | Fallecimiento                                   | Gioconda Saltos Espinoza     | PSP     | [ 3 ]       |
| Francisco Hagó Celi     | PAIS    | Renuncia Designado como Secretario del Migrante | Blanca Nube Ortiz Ortiz      | PAIS    | [ 4 ] [ 5 ] |
| Carlos Zambrano Landín  | PAIS    | Renuncia Designado como Gobernador de El Oro    | Ignacio Fulton Franco Correa | PAIS    | [ 6 ] [ 5 ] |
| Luis Noboa Ycaza        | PRIAN   | Renuncia                                        | María Elena Pontón Trujillo  | PRIAN   | [ 7 ] [ 5 ] |
| Andrés Roche Pesantez   | PSC     | Renuncia                                        | Sonia Suárez Ríos            | PSC     | [ 8 ] [ 5 ] |
| Viviana Bonilla Salcedo | PAIS    | Renuncia Designada como Gobernadora del Guayas  | Christian Viteri López       | PAIS    | [ 5 ]       |
| Humberto Alvarado Prado | PAIS    | Fallecimiento                                   | Emilia Jaramillo Escobar     | PAIS    | [ 5 ] [ 9 ] |

## Elecciones de parlamentarios andinos
← 2006 Elecciones parlamentarias de Ecuador 2013 →
Los cinco parlamentarios andinos elegidos fueron:
| Partido                     | Parlamentario              | Parlamentario                | Parlamentario |
| --------------------------- | -------------------------- | ---------------------------- | ------------- |
| Alianza PAIS                |                            | María Isabel Salvador Crespo |               |
| Alianza PAIS                | Patricio Zambrano Restrepo |                              |               |
| Alianza PAIS                | Cecilia Castro Márquez     |                              |               |
| Partido Sociedad Patriótica |                            | Fausto Lupera Martínez       |               |
| Partido Social Cristiano    |                            | Valeska Saab Gómez           |               |